# پوی‌لو (آغ‌استفا)
پوی‌لو (به لاتین: Poylu) یک منطقه مسکونی در جمهوری آذربایجان است که در شهرستان آغستفا واقع شده است. پوی‌لو ۴۳۰۲ نفر جمعیت دارد.